# 黃仁赫
黃仁赫（韓語：황인혁），韓國電視劇導演。

## 作品

### 電視劇
- 2006年：KBS《再見獨奏》
- 2006年：KBS《19歲的純情》
- 2009年：KBS《千秋太后》
- 2010年：KBS《成均館緋聞》
- 2011年：KBS《間諜明月》
- 2014年：KBS《Drama Special－好漂亮！吳萬福》
- 2015年：KBS《Assembly》
- 2016年：KBS《月桂樹西裝店的紳士們》
- 2019年：KBS《監獄醫生》
- 2021年：KBS《花開時想月》

### 製作作品
- 2007年：KBS《詐騙信用調查所》
- 2012年：KBS《我的女兒㥠榮》
- 2014年：KBS《王的面孔》

### 助理導演作品
- 2004年：KBS《比花還美》

## 外部連結
- NAVER （页面存档备份，存于）